# Mohamed Khouna Ould Haidalla
Mohamed Khouna Ould Haidalla (en árabe: محمد خونا ولد هيداله; ) (1940) fue un militar y político mauritano. Fue presidente de Mauritania entre el 4 de enero de 1980 al 12 de diciembre de 1984 liderando el Comité Militar de Salvación Nacional.

## Biografía
Pertenecía a la tribu Maura de los 
Fue elegido primer ministro el 31 de mayo de 1979, poco después del fallecimiento en accidente aéreo de su antecesor, Ahmed Ould Bouceif. Tras llegar a la Jefatura del Estado en 1980 mantuvo su condición de primer ministro, acumulando ambos poderes en su persona hasta que en diciembre nombró a Sid Ahmed Ould Bneijara para liderar el poder ejecutivo. Poco tiempo después, alegando un intento de golpe de Estado patrocinado por Marruecos, Baneijara fue destituido y nombrado en su lugar Maaouya Ould Sid'Ahmed Taya el 16 de marzo de 1981. De nuevo, en marzo de 1984, se hizo cargo del poder ejecutivo al destituir a Ahmed Taya quien, en diciembre y mediante un golpe de Estado, se hizo con la Presidencia mientras Haidalla se encontraba en Burundi en una cumbre franco-africana. No obstante regresó a Mauritania donde fue arrestado y preso por las nuevas autoridades.
Después de salir de prisión, Haidalla se vinculó con movimientos islámicos para oponerse a Taya y obtener la Presidencia en las elecciones de 2003. Poco antes de la cita electoral fue detenido y condenado a cinco años de inhabilitación para el ejercicio de cargo público. Puesto en libertad provisional por decisión de la Corte Suprema y pasada la convocatoria electoral en la que obtuvo un 19% de votos, acusó a Taya de fraude electoral. En 2004, confirmada la sentencia de 2003, ingresó en prisión hasta que en 2005 fue liberado, junto con otros presos gracias a la amnistía dictada tras el golpe de Estado de agosto del Coronel Ely Ould Mohamed Vall y el autoproclamado Consejo Militar para la Justicia y la Democracia.
En 2007 se presentó como candidato en las elecciones presidenciales, siendo derrotado en la primera vuelta donde no llegó a obtener el 2% de votos populares.
Con ocasión del golpe de Estado de 2008 en el que fue depuesto el presidente Sidi Uld Cheij Abdallahi, Ould Haidalla manifestó su apoyo a la asonada y desaprobó las críticas a los golpistas y la presión internacional a la que calificó como «injerencia extranjera», haciendo un llamamiento para la unidad de todos los mauritanos en torno al Alto Consejo de Estado (Junta militar).
| Predecesor: Mohamed Mahmoud Ould Louly | jefe de Estado de la República Islámica de Mauritania (Consejo Militar para la Justicia y la Democracia) 1980 - 1984 | Sucesor: Maaouya Ould Sid'Ahmed Taya |